# FCエスペリア・ヴィアレッジョ
SSDヴィアレッジョ2014（Società Sportiva Dilettanistica Viareggio 2014）は、イタリアのトスカーナ州ルッカ県ヴィアレッジョを本拠地とするサッカークラブチームである。単純にヴィアレッジョ（Viareggio）とも呼ばれる。2014年に財政問題により9部に降格し、FCエスペリア・ヴィアレッジョ（Football Club Esperia Viareggio）から現名称に変更された。2018-19シーズンはセリエDに所属している。

## 歴史
1919年、エスペリア（Esperia）などヴィアレッジョにあった複数のクラブの統合により、SCヴィアレッジョ（Sporting Club Viareggio）として創立。これまでにトップリーグへの所属経験はなく、2部のセリエBからもASヴィアレッジョ・カルチョ（Associazione Sportiva Viareggio Calcio）を名乗っていた1947-48シーズン以来、遠ざかっている。
セリエC2に所属していた1994年、財政難により翌シーズンのリーグ登録ができず、ACヴィアレッジョ（Associazione Calcio Viareggio）としてアマチュアのエッチェッレンツァから再出発した。一旦はセリエC2まで昇格したものの、2003年にまたしても経営破綻。現在のFCエスペリア・ヴィアレッジョと改名し、再びエッチェッレンツァに降格したが、2005-06シーズンにコッパ・イタリア・ディレッタンティ優勝、その後も順調にカテゴリーを上げ、2009-10シーズンからはレガ・プロ・プリマ・ディヴィジオーネ（旧セリエC1）に所属している。

## タイトル

### 国内タイトル
- コッパ・イタリア・ディレッタンティ：1回
  - 2005-06

### 国際タイトル
なし

## 過去の成績
- 2002-03 セリエD・ジローネE 15位 経営破綻により降格
- 2003-04 エッチェッレンツァ・トスカーナ・ジローネA 5位
- 2004-05 エッチェッレンツァ・トスカーナ・ジローネA 3位
- 2005-06 エッチェッレンツァ・トスカーナ・ジローネA 1位 セリエD昇格
- 2006-07 セリエD・ジローネE 1位 セリエC2昇格
- 2007-08 セリエC2・ジローネB 14位
- 2008-09 レガ・プロ・セコンダ・ディヴィジオーネ・ジローネB 2位 レガ・プロ・プリマ・ディヴィジオーネ昇格
- 2009-10 レガ・プロ・プリマ・ディヴィジオーネ・ジローネA 14位
- 2010-11 レガ・プロ・プリマ・ディヴィジオーネ・ジローネB 17位
- 2011-12 レガ・プロ・プリマ・ディヴィジオーネ・ジローネA 14位
- 2012-13 レガ・プロ・プリマ・ディヴィジオーネ・ジローネB 11位
- 2013-14 レガ・プロ・プリマ・ディヴィジオーネ・ジローネB 13位 財政問題によりテルツァ・カテゴリア降格
- 2014-15 テルツァ・カテゴリア・トスカーナ 7位
- 2015-16 テルツァ・カテゴリア・トスカーナ

## 歴代監督
- ネド・ソネッティ 1974-1975
- ロベルト・プルッツォ 1998-1999

## 歴代所属選手
- ルチアーノ・スパレッティ 1990-1991
- アントニオ・ディ・ナターレ 1998-1999
- ミグイェン・バシャ 2007
- レオナルド・パヴォレッティ 2008-2009